# Betty Faria
Pour les articles homonymes, voir Faria.
Betty Faria, de son vrai nom Elisabeth Maria Silva de Faria, née le 8 mai 1941 à Rio de Janeiro, est une actrice de cinéma et de télévision brésilienne.
Elle a été à plusieurs reprises récompensée, notamment au festival de Gramado en 1987 pour son rôle dans Anjos do Arrabalde, ou lors du festival international du film de Carthagène pour son rôle dans Perfume de Gardênia.

## Biographie
Elle est la mère de l'actrice Alexandra Marzo, fruit de son mariage avec l'acteur Cláudio Marzo.

## Filmographie

### Cinéma
- 1965 : O Beijo : danseur
- 1967 : A Lei do Cão : Marta
- 1968 : As Sete Faces de um Cafajeste : Gildinha
- 1971 : Os Monstros de Babaloo : Hooker
- 1971 : Piranhas do Asfalto
- 1972 : Som Amor e Curtição
- 1974 : A Estrela Sobe : Leniza Mayer
- 1975 : O Casal
- 1976 : Dona Flor et ses deux maris : Leniza Mayer the Famous Singer
- 1978 : O Cortiço : Rita Baiana
- 1979 : O Bom Burguês
- 1980 : Bye Bye Brasil : Salomé
- 1986 : Bahia de tous les saints : Mme Zaira
- 1987 : Romance da Empregada : Fausta
- 1987 : Anjos do Arrabalde : Dália
- 1987 : Rio zone : Camila
- 1988 : Lili, a Estrela do Crime : Lili Carabina
- 1992 : Perfume de Gardênia : Odete Vargas
- 1997 : For All - O Trampolim da Vitória : Lindalva
- 2004 : Marlene de Sousa : Betty
- 2004 : Sexo, Amor e Traição : Yara
- 2004 : Bens Confiscados : Isabela Siqueira
- 2007 : Tourbillons : Elza

### Séries télévisées
- 1965 : T.N.T. (telenovela)
- 1969 : Acorrentados (telenovela) : Sônia Maria
- 1969 : A Última Valsa (telenovela) : Marion
- 1969 : Rosa Rebelde (telenovela)
- 1969 : Véu de Noiva (telenovela) : Irene
- 1970 : Pigmalião 70 (telenovela) : Sandra
- 1971 : O Homem Que Deve Morrer (telenovela) : Inez
- 1971 : O Crime do Silêncio (TV)
- 1972 : O Bofe (telenovela) : Guiomar
- 1973 : Cavalo de Aço (telenovela) : Joana
- 1980 : Água Viva (telenovela) : Lígia
- 1981 : Danse avec moi (telenovela) : Joana Lobato
- 1982 : Gente Fina É Outra Coisa (telenovela) : Celina / Madalena (1982)
- 1983 : Bandidos da Falange (telenovela) : Marluce
- 1984 : Partido Alto (telenovela) : Jussara
- 1986 : Anos Dourados (feuilleton TV) : Glória
- 1989 : O Salvador da Pátria (telenovela) : Marina Cintra
- 1989 : Tieta (telenovela) : Tieta
- 1992 : De Corpo e Alma (telenovela) : Antônia Santos Varela
- 1994 : Programa de Auditório (TV)
- 1994 : Incidente em Antares (telenovela) : Rosinha
- 1995 : A Idade da Loba (telenovela) : Valquíria
- 1996 : O Campeão (telenovela) : Marilisa
- 1997 : A Indomada (telenovela) : Mirandinha de Sá Maciel
- 1998 : Labirinto (telenovela) : Leonor Martins Fraga
- 1999 : Suave Veneno (telenovela) : Carlota Valdez
- 2005: América (telenovela) : Djanira Pimenta
- 2005: Alma Gêmea (telenovela) : Marielza
- 2006: Pé na Jaca (telenovela) : Laura Barra
- 2007: Duas Caras (telenovela) : Bárbara Carreira
- 2010: Uma Rosa com Amor (telenovela) : Amália Petroni
- 2012: Avenida Brasil (telenovela) : Pilar Albuquerque
- 2017: A Força do Querer (telenovela) : Elvira Garcia